# Saint-Saëns
 Saint-Saëns ([sɛ̃'sɑ̃s], bis etwa 1940–1950 [sɛ̃'sɑ̃]) ist eine französische Gemeinde mit 2307 Einwohnern (Stand 1. Januar 2022) im Département Seine-Maritime in der Region Normandie. Sie gehört zum Arrondissement Dieppe und zum Kanton Neufchâtel-en-Bray. Die Bewohner werden Saint-Saennais und Saint-Saennaises genannt.
Die Gemeinde erhielt 2022 die Auszeichnung „Eine Blume“, die vom Conseil national des villes et villages fleuris (CNVVF) im Rahmen des jährlichen Wettbewerbs der blumengeschmückten Städte und Dörfer verliehen wird.

## Geographie

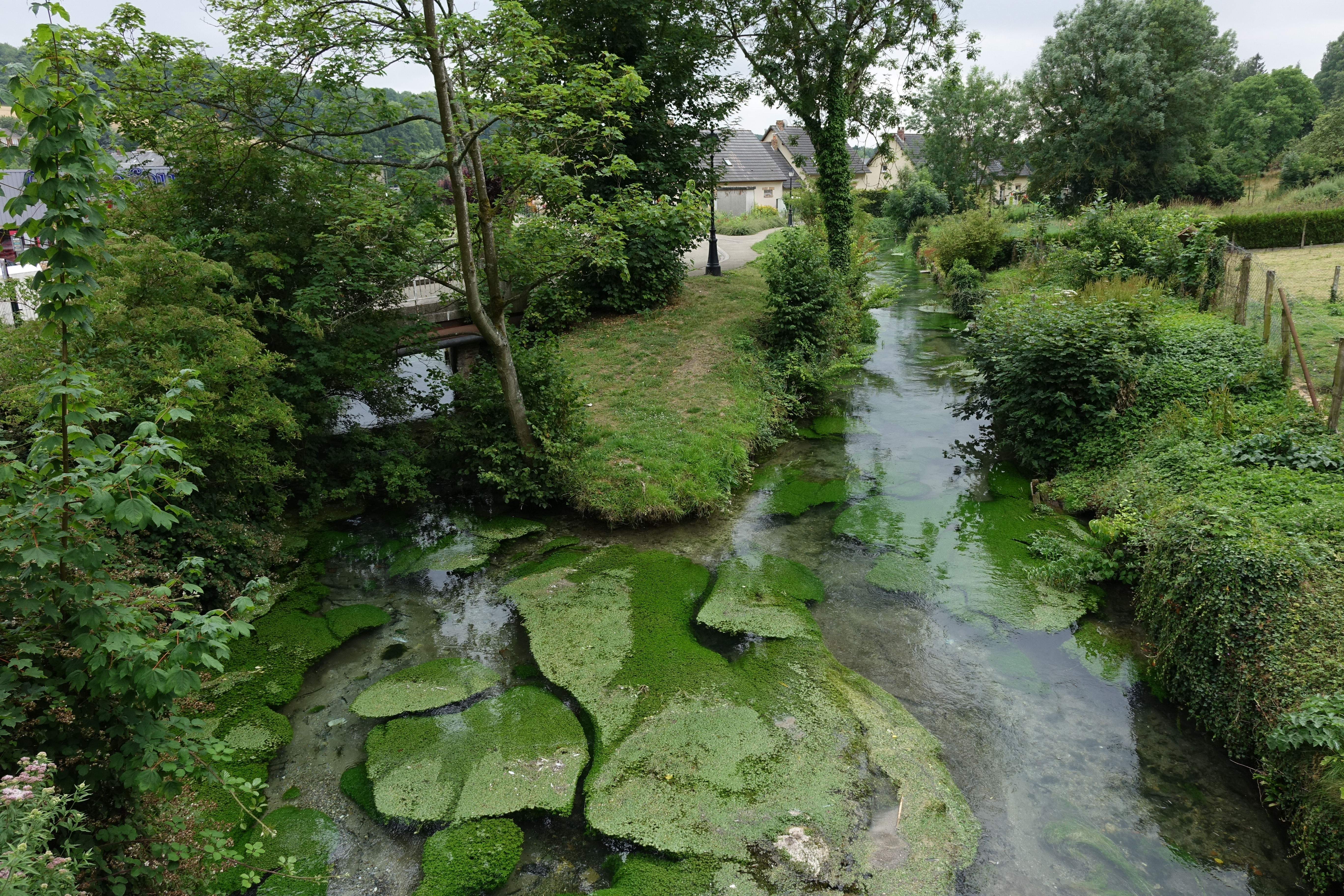
Die Varenne bei Saint-Saëns

Saint-Saëns liegt im Zentrum des Départements in der Landschaft Pays de Bray an der Varenne, etwa 29 Kilometer nordöstlich von Rouen und etwa 31,5 Kilometer südsüdöstlich von Dieppe.
Umgeben wird Saint-Saëns von den neun Nachbargemeinden:
| Rosay              | Ventes-Saint-Rémy                           | Bully                   |
| Beaumont-le-Hareng | Kompassrose, die auf Nachbargemeinden zeigt | Maucomble Bosc-Mesnil   |
| Cottévrard         | Bosc-Bérenger                               | Saint-Martin-Osmonville |

## Geschichte
In Saint-Saëns wurden bei Ausgrabungen Steinwerkzeuge aus dem Mittelpaläolithikum (etwa 80.000 bis 40.000 Jahre vor unserer Zeitrechnung) gefunden. Die Ausgrabungsstätte Le Pucheuil wurde 1996 bei der Erweiterung der Autoroute A28 entdeckt. Von 1167 bis 1791 befand sich am Ort die Zisterzienserinnenabtei Saint-Saëns.

### Bevölkerungsentwicklung
| Jahr      | 1962 | 1968 | 1975 | 1982 | 1990 | 1999 | 2007 | 2017 |
| Einwohner | 2479 | 2463 | 2426 | 2339 | 2138 | 2553 | 2524 | 2391 |

## Sehenswürdigkeiten
- Kirche Saint-Saëns
- Schloss Le Vaudichon, erbaut im 19. Jahrhundert, ist es heute ein Golf-Hotel.

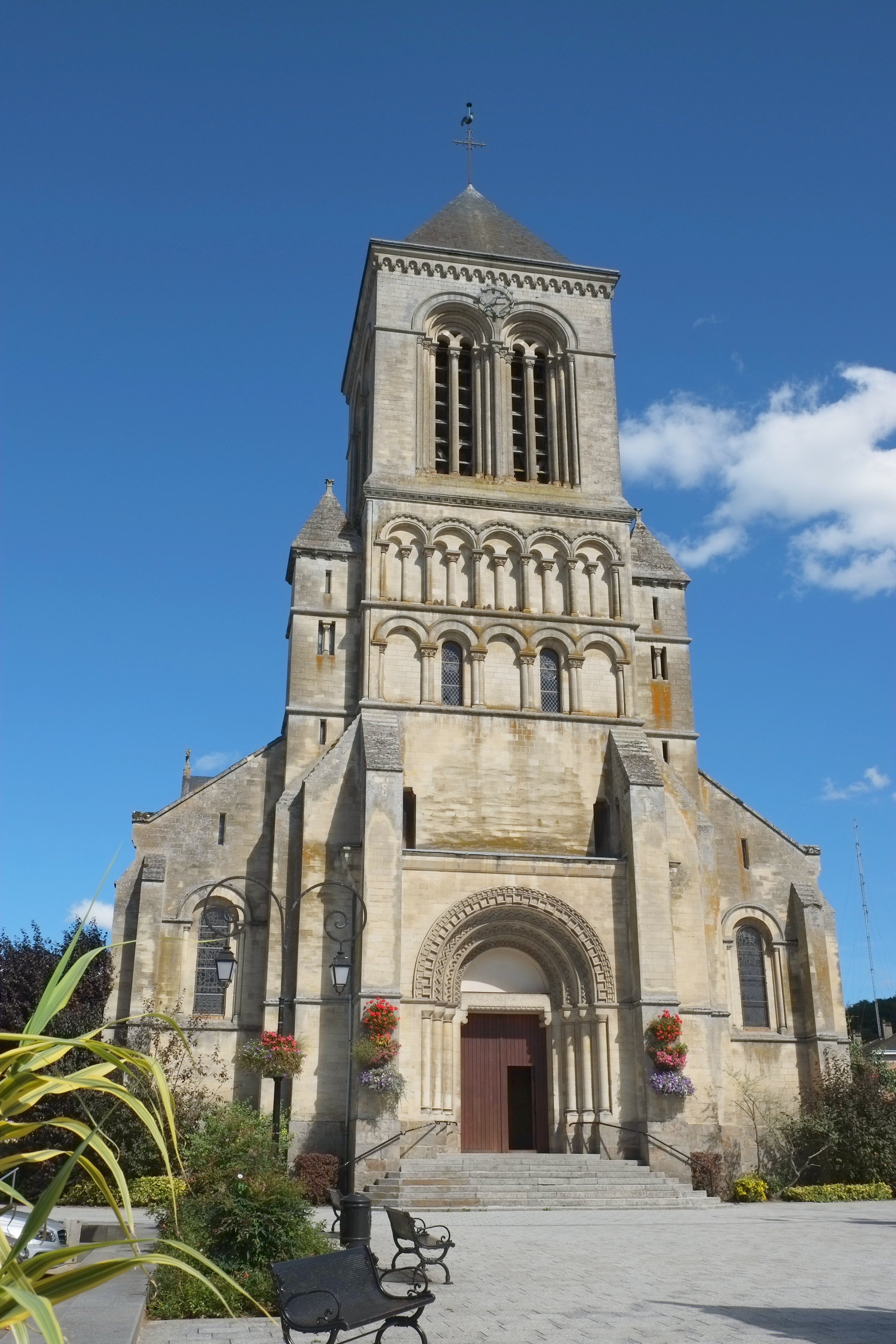
Kirche Saint-Saëns
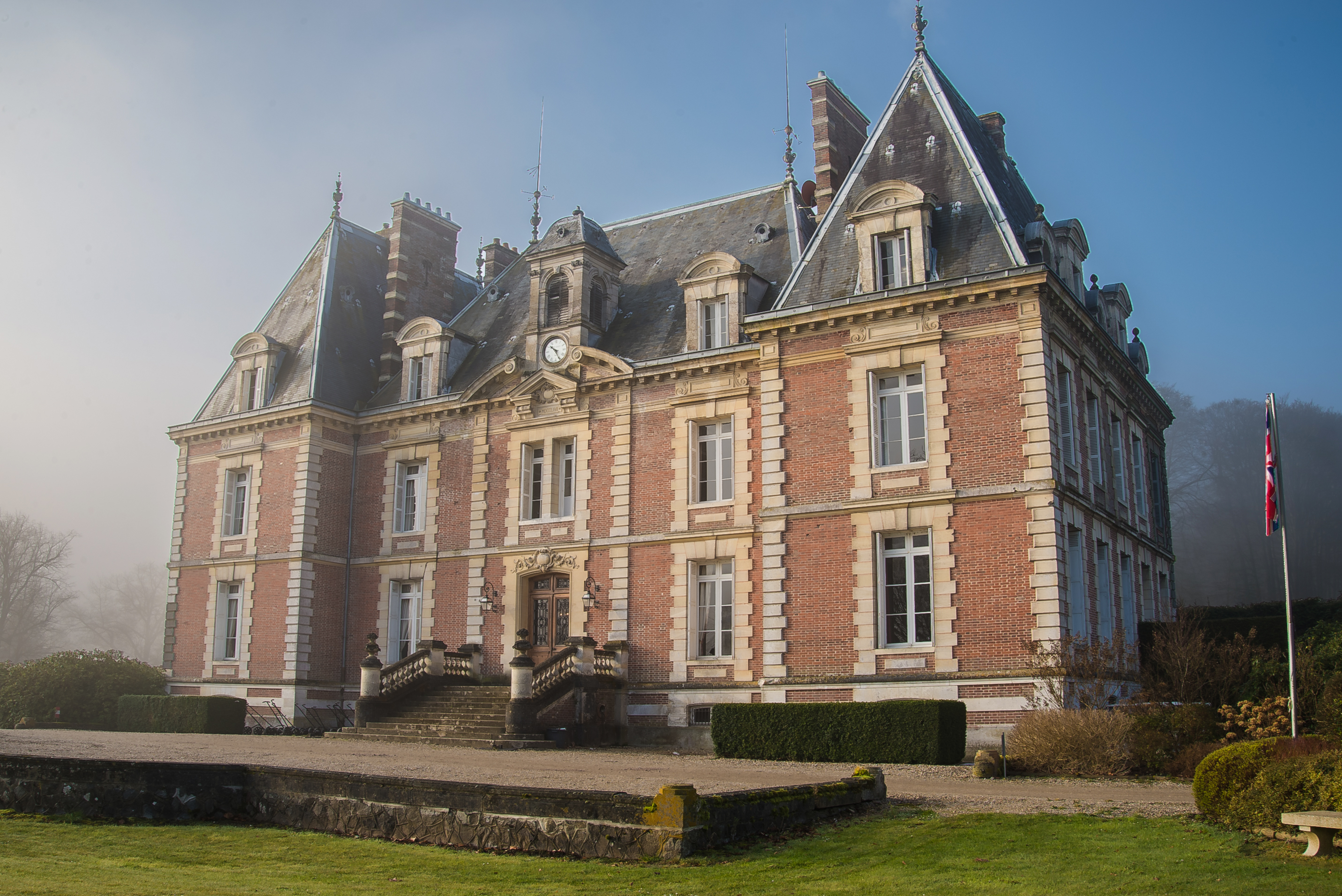
Schloss Le Vaudichon